# Jérémie Bréchet
Jérémie Bréchet (født 14. august 1979 i Lyon, Frankrig) er en fransk fodboldspiller, der spiller som venstre back hos Gazélec Ajaccio. Han kom til klubben i sommeren 2014. Han har tidligere optrådt hos blandt andet Girondins Bordeaux, Olympique Lyon i sin fødeby, samt i både italienske Inter Milan, spanske Real Sociedad, hollandske PSV Eindhoven og franske Sochaux.
Bréchet vandt med Olympique Lyon to franske mesterskaber i henholdsvis 2002 og 2003. Under sin første periode hos FC Sochaux vandt han desuden pokalturneringen Coupe de France i 2007.

## Landshold
Bréchet spillede i sin tid som landsholdsspiller (2001-2003) tre kampe for Frankrigs landshold. Han var en del af den trup der vandt guld ved Confederations Cup 2001 i Sydkorea og Japan.

## Titler
Ligue 1
- 2002 og 2003 med Olympique Lyon

Coupe de France
- 2007 med FC Sochaux

Confederations Cup
- 2001 med Frankrig